# Montreuil-le-Henri
Montreuil-le-Henri è un comune francese di 262 abitanti situato nel dipartimento della Sarthe nella regione dei Paesi della Loira.

## Società

### Evoluzione demografica
Abitanti censiti